# 阿艾石窟
阿艾石窟是位于新疆维吾尔自治区库车县境内天山神秘大峡谷的一座孤存的佛教石窟，约8世纪建造，1999年4月被当地牧羊青年吐地阿孜在采药的途中发现。
洞窟长4.6米，宽2.5米，面积约15平方米。壁画大多已经损坏，画风类似敦煌莫高窟的唐代壁画。左侧壁画有药师佛、卢舍那佛和文殊菩萨，正面为《观无量寿经》的经变画。壁画上有供养人的汉文题记，但没有供养人画像。

## 图库

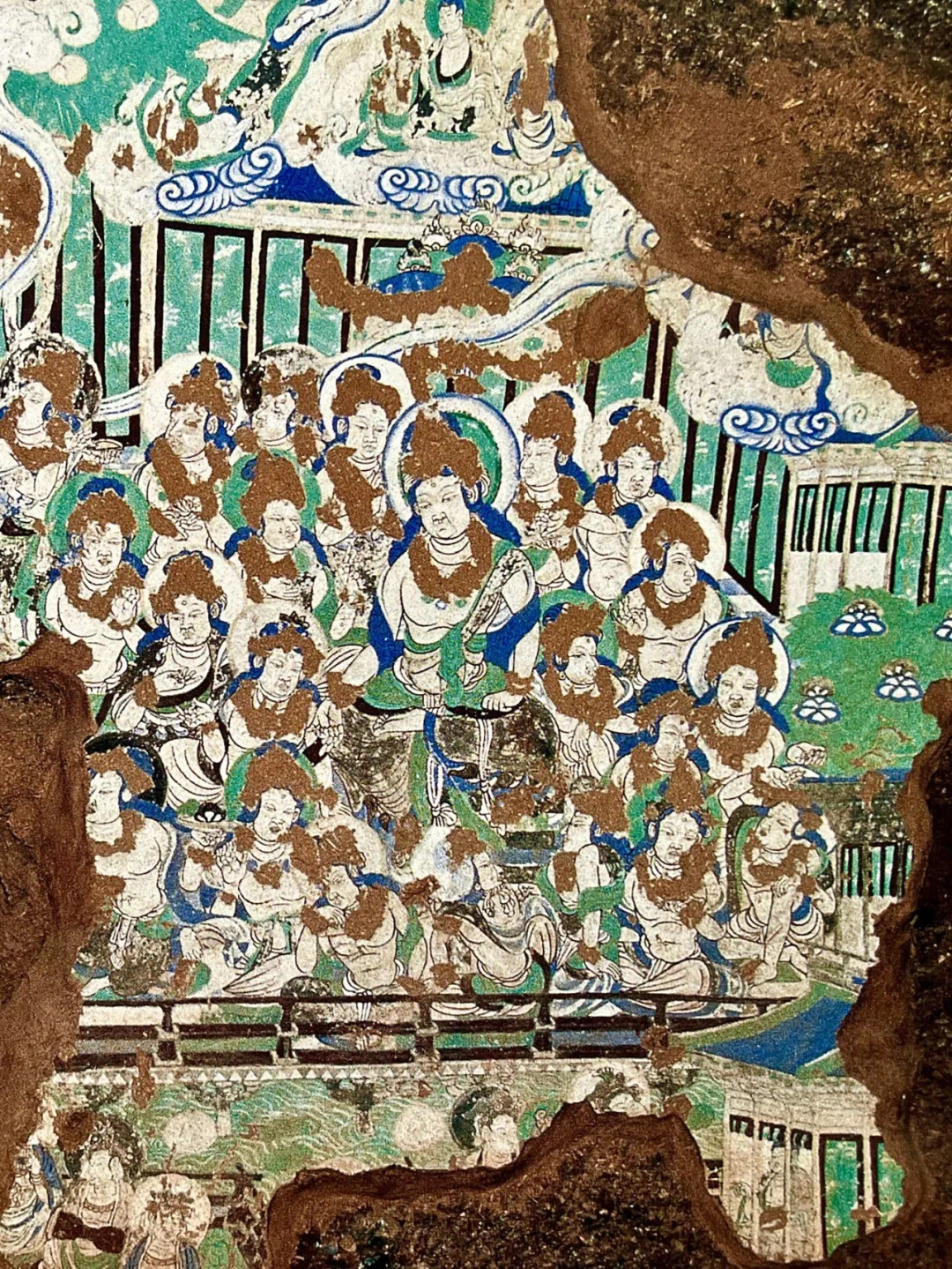
《观无量寿经变》中的观音菩萨
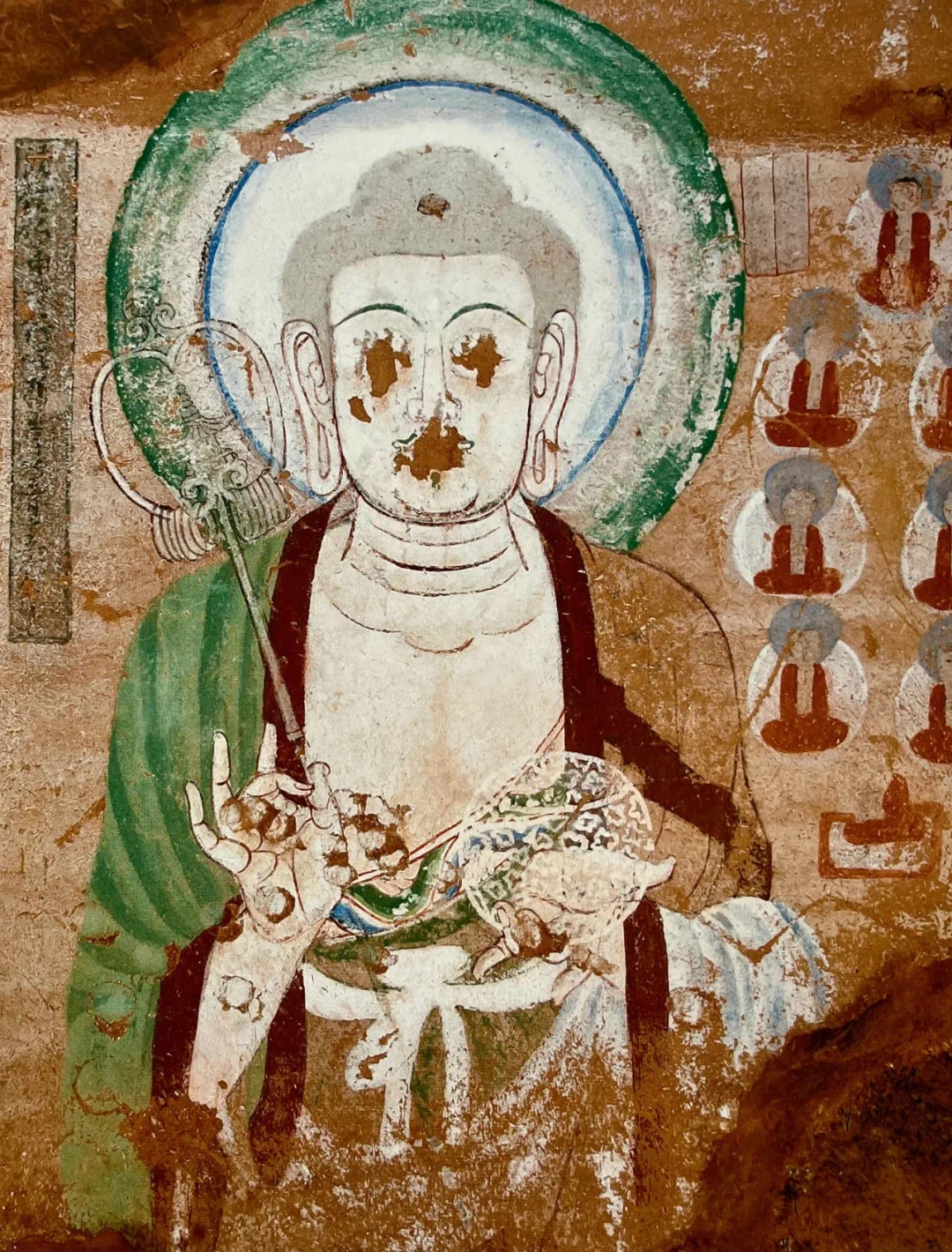
药师佛，五官被人为破坏
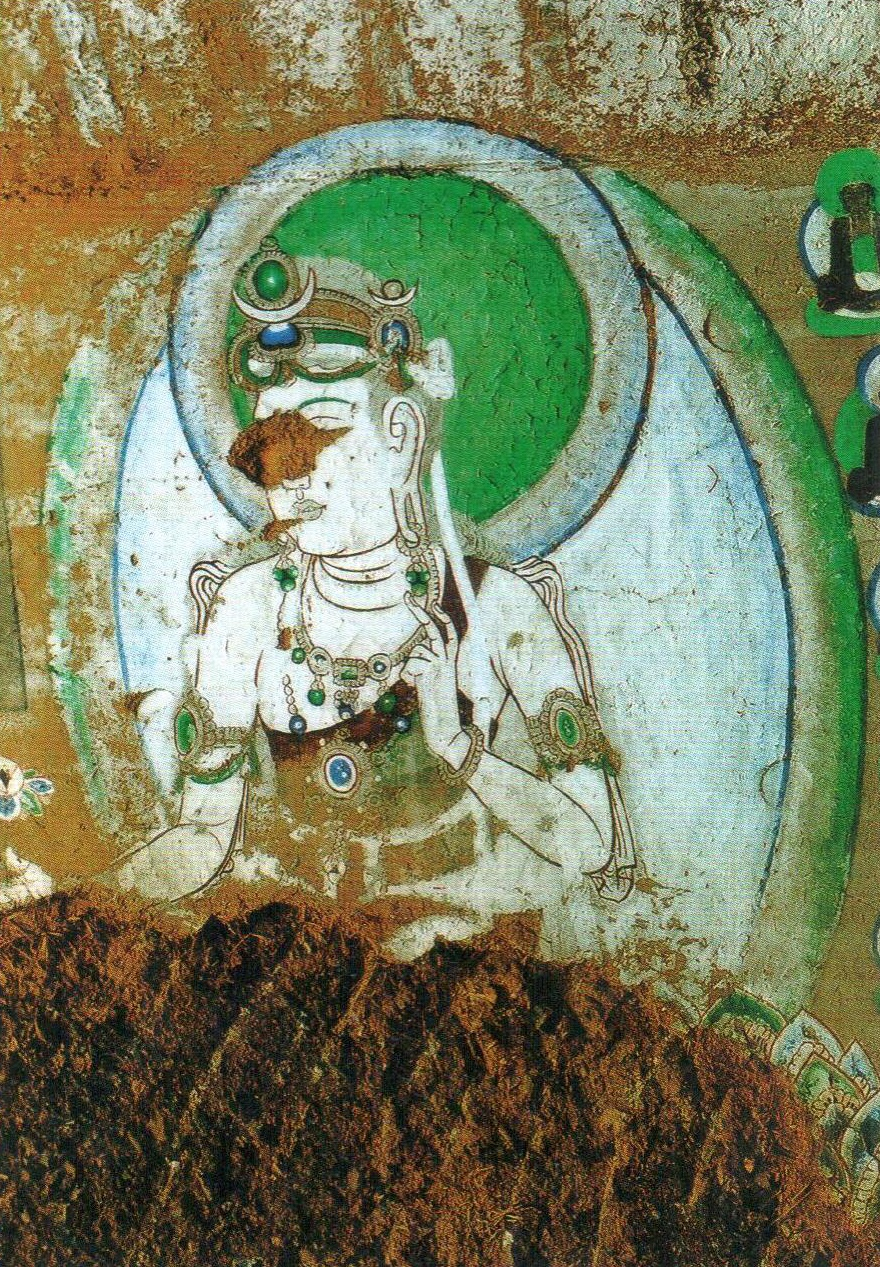
文殊菩萨
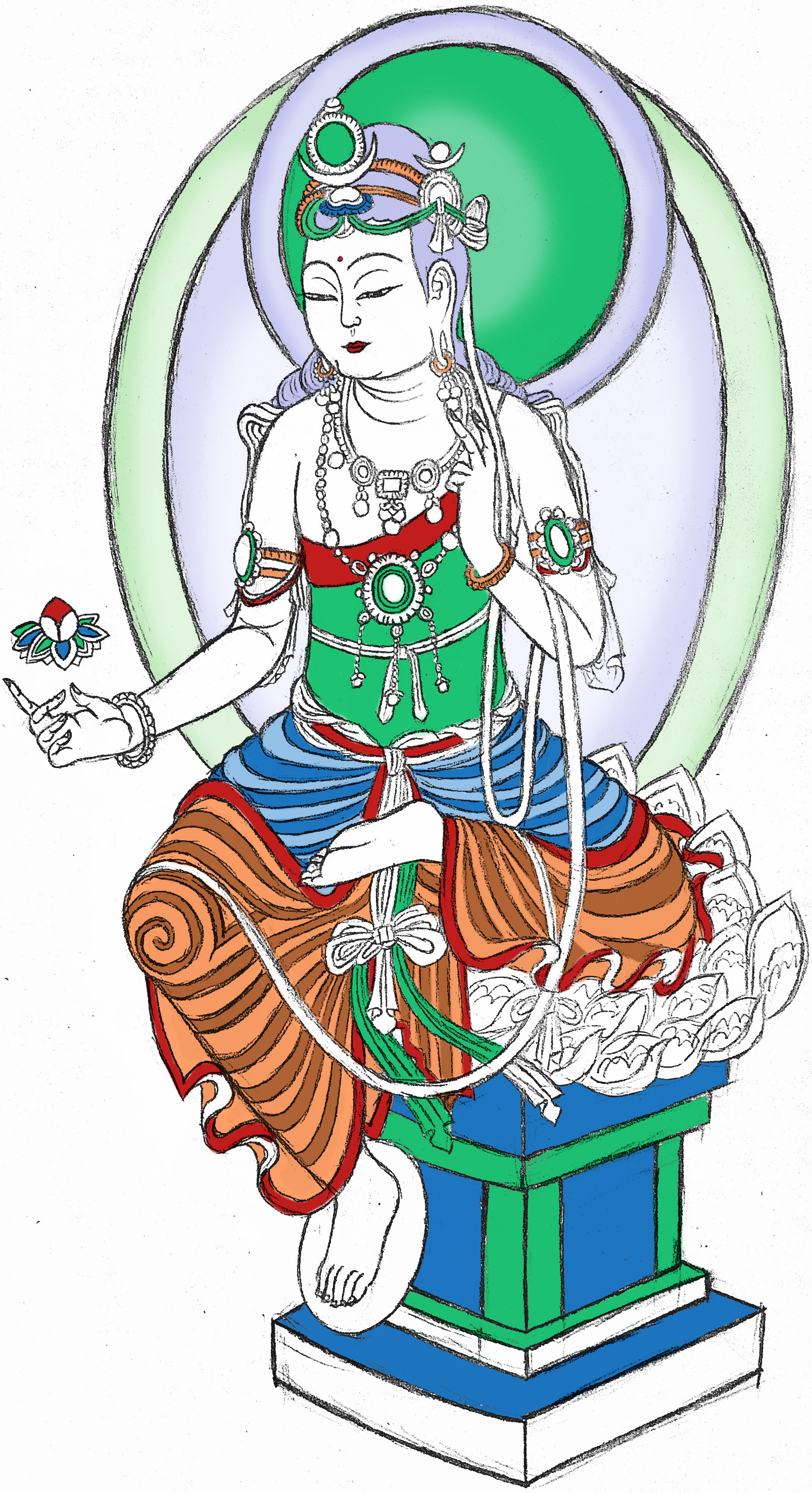
文殊菩萨复原图
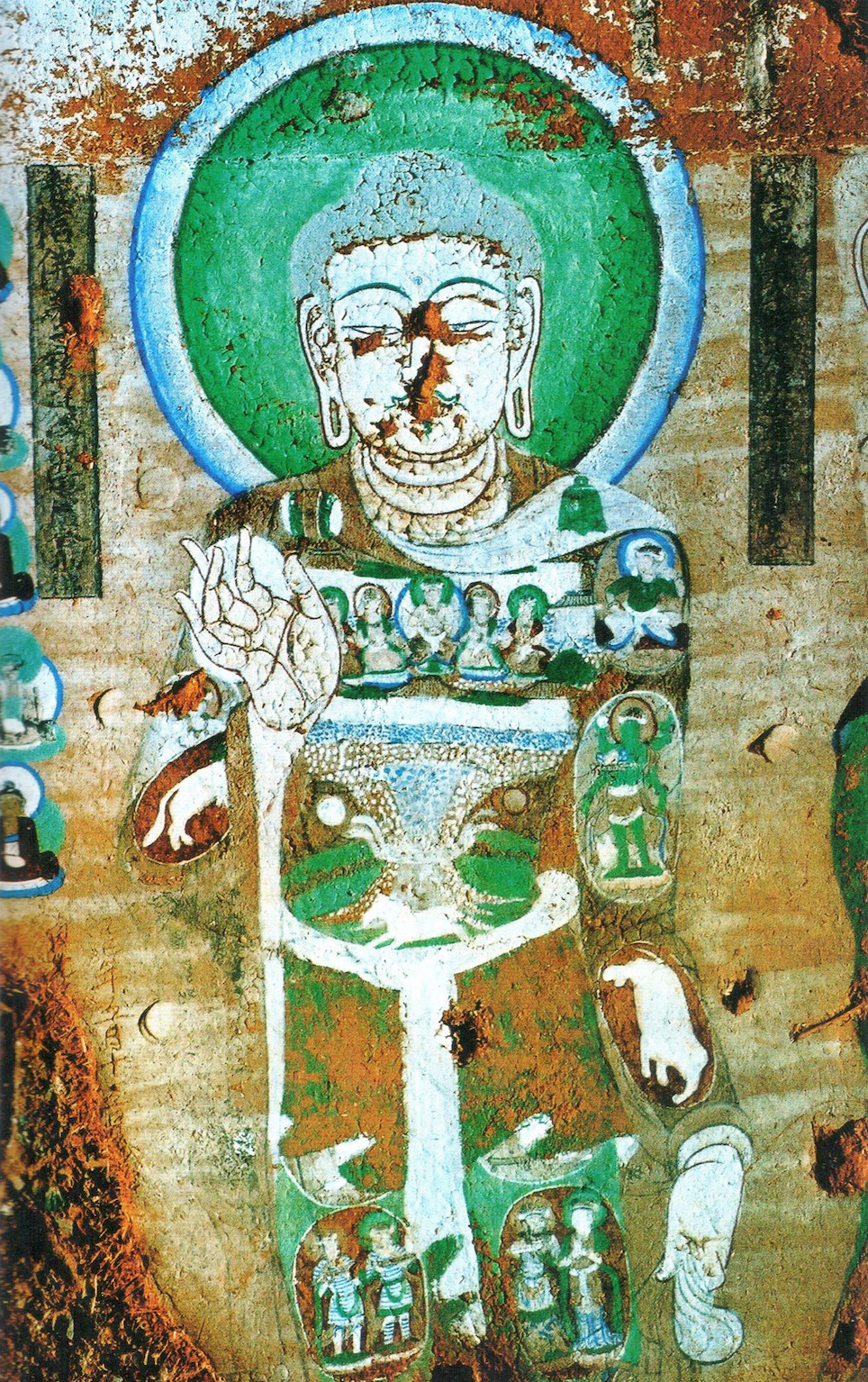
卢舍那佛
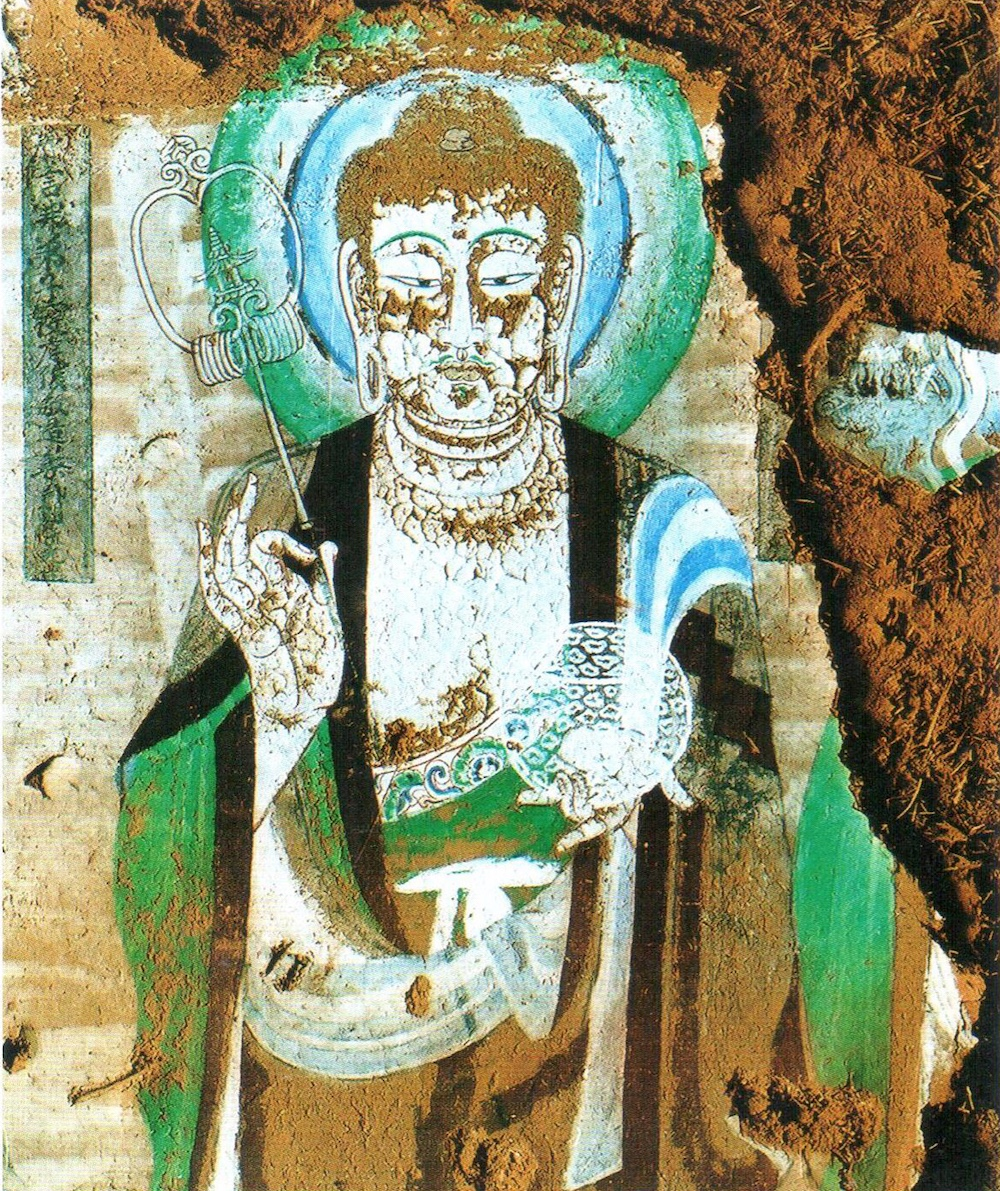
药师佛